# Чхатрапур
Чхатрапур (англ. Chhatrapur) — город в индийском штате Орисса. Административный центр округа Ганджам. Средняя высота над уровнем моря — 17 метров. По данным всеиндийской переписи 2001 года, в городе проживало 20 288 человек, из которых мужчины составляли 51 %, женщины — соответственно 49 %. Уровень грамотности взрослого населения составлял 79 % (при общеиндийском показателе 59,5 %). Уровень грамотности среди мужчин составлял 85 %, среди женщин — 73 %. 10 % населения было моложе 6 лет.